# Muscle platysma
Le muscle platysma ou muscle peaucier du cou est un muscle cutané cervical de la région antérieure du cou chez l'homme, qui s'étend du thorax à la mandibule et à la joue. Sa contraction permet de tendre la peau du cou, de la soulever, ainsi que l'abaissement et l'étirement de la commissure labiale, donnant une expression de frayeur au visage humain.

## Structure
C'est un muscle très large, quadrilatère qui recouvre toute la partie antérograde-latérale du cou, et recouvre le muscle sterno-cléido-mastoïdien.

## Origine
Le muscle platysma nait de la couche profonde de la peau des régions deltoïdiennes, acromiales et claviculaires, et le long de la ceinture scapulaire.

## Trajet
Ses fibres musculaires initialement charnues et distinctes, sont obliques en haut et médialement, et se resserrent en remontant pour former une nappe musculaire continue. Les deux muscles platysmas initialement éloignés l'un de l'autre se resserrant eux aussi et peuvent croiser leurs fibres au niveau du menton.

## Insertion
Le muscle platysma se termine sur le bord inférieur du corps de la mandibule, mais aussi directement sur la peau de la commissure des lèvres, de la partie inférieure de la joue.  

Les fibres les plus antérieures se fixent sur la protubérance mentonnière, les fibres moyennes s'attachent au reste du bord inférieur de la mandibule, à la partie antérieure de la ligne oblique où elles se croisent avec celles des muscles abaisseur de l'angle de la bouche et abaisseur de la lèvre inférieure. Les fibres postéro-latérales se continuent avec les fibres du muscle abaisseur de l'angle de la bouche, et se fixent sur la commissure labiale et la peau de la joue.

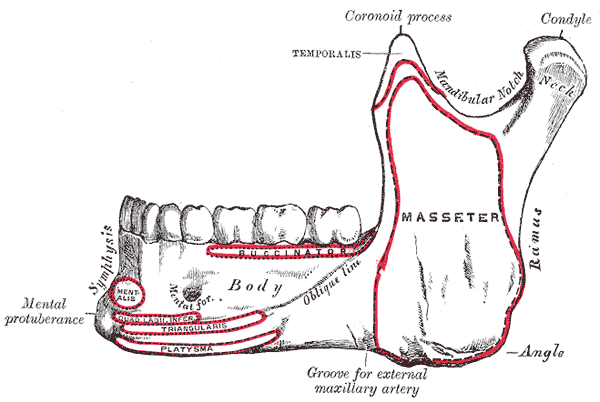
Insertions musculaires de la face externe de la mandibule

## Innervation

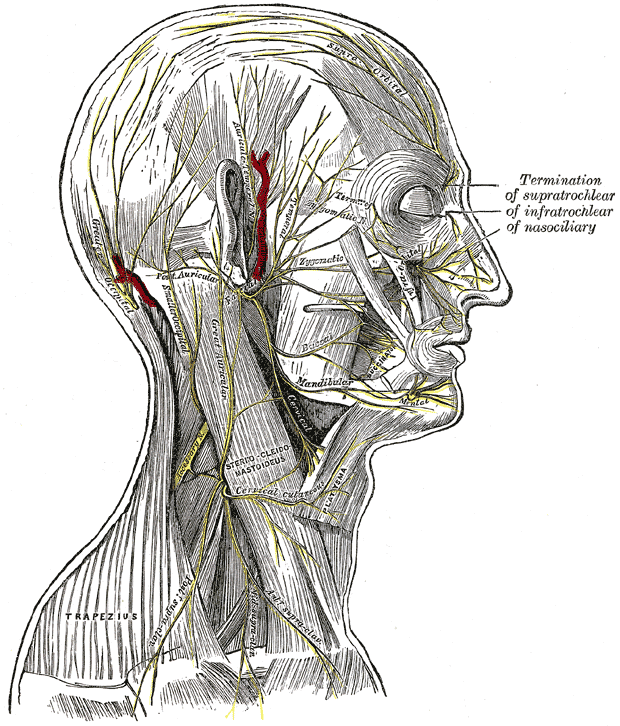
Innervation de la face et du cou

L'innervation motrice du platysma est assurée par le rameau cervical du nerf facial.

## Vascularisation
Le muscle platysma est vascularisé pour sa partie supérieure par la branche submentale de l'artère faciale, et par des branches de l'artère cervicale transverse pour sa partie inférieure. La partie postérieure est vascularisée par des branches de l'artère occipitale et de l'artère auriculaire postérieure. La partie antérieure est vascularisée par l'artère thyroïdienne supérieure .

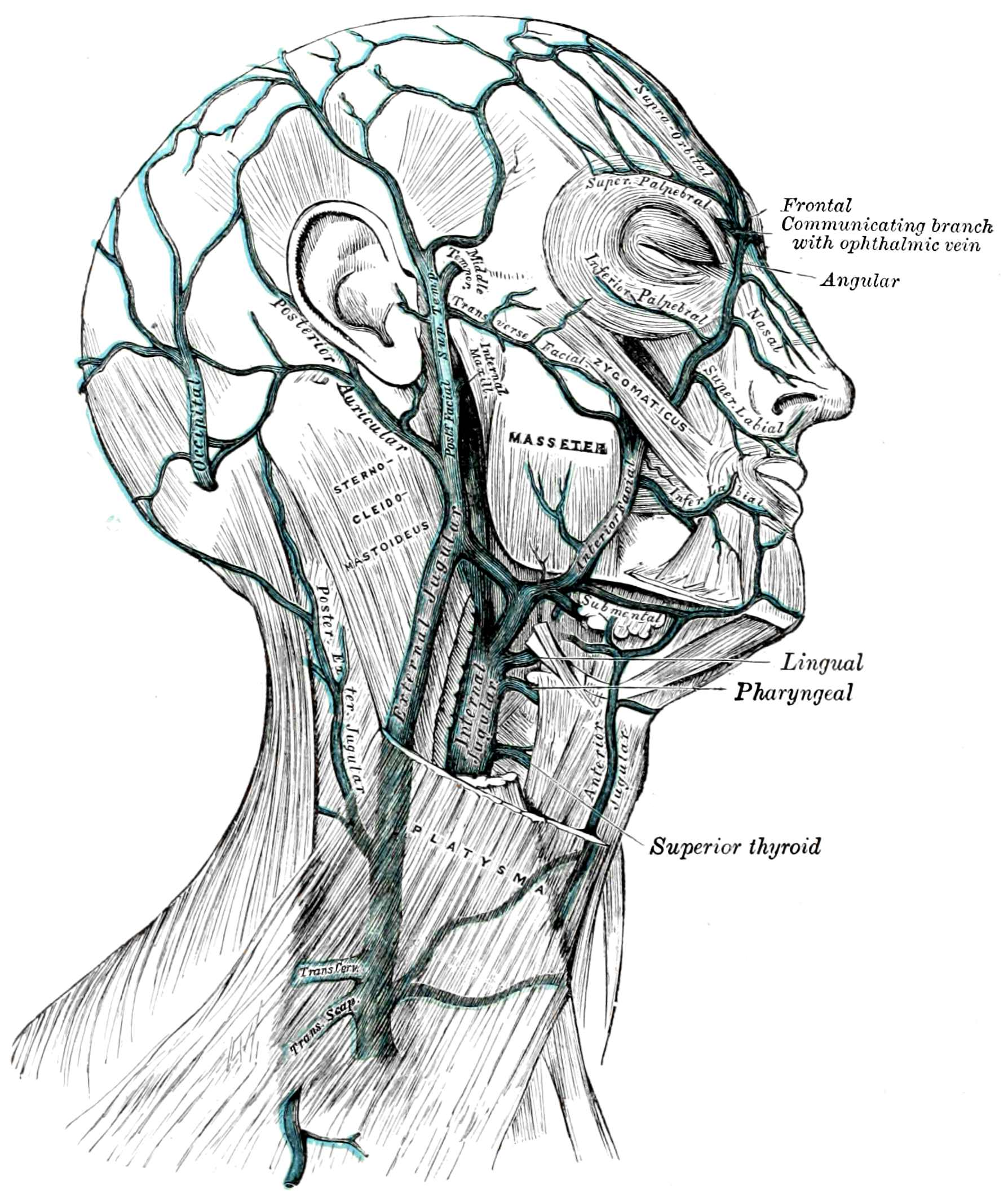
Veines de la face et du cou

## Variations anatomiques
Des variations anatomiques peuvent se retrouver, avec des extensions pouvant aller à la face, au delà de la clavicule, et de l'épaule. On peut retrouver des attaches sur la mastoïde, ou sur l'os occipital. Il peut parfois être absent, et s'invoque avec l'âge.
Parfois il se continue jusqu'à la nuque et peut constituer le muscle inconstant : le muscle transverse de la nuque (ou muscle occipital transverse ou petit muscle occipital de Santorini).

## Rapports anatomiques
Le muscle platysma est un muscle immédiatement sous cutané. Il s'étend en dessous du fascia sous-cutané et de la graisse, et recouvre donc la plupart des structures retrouvées dans le cou.

## Action

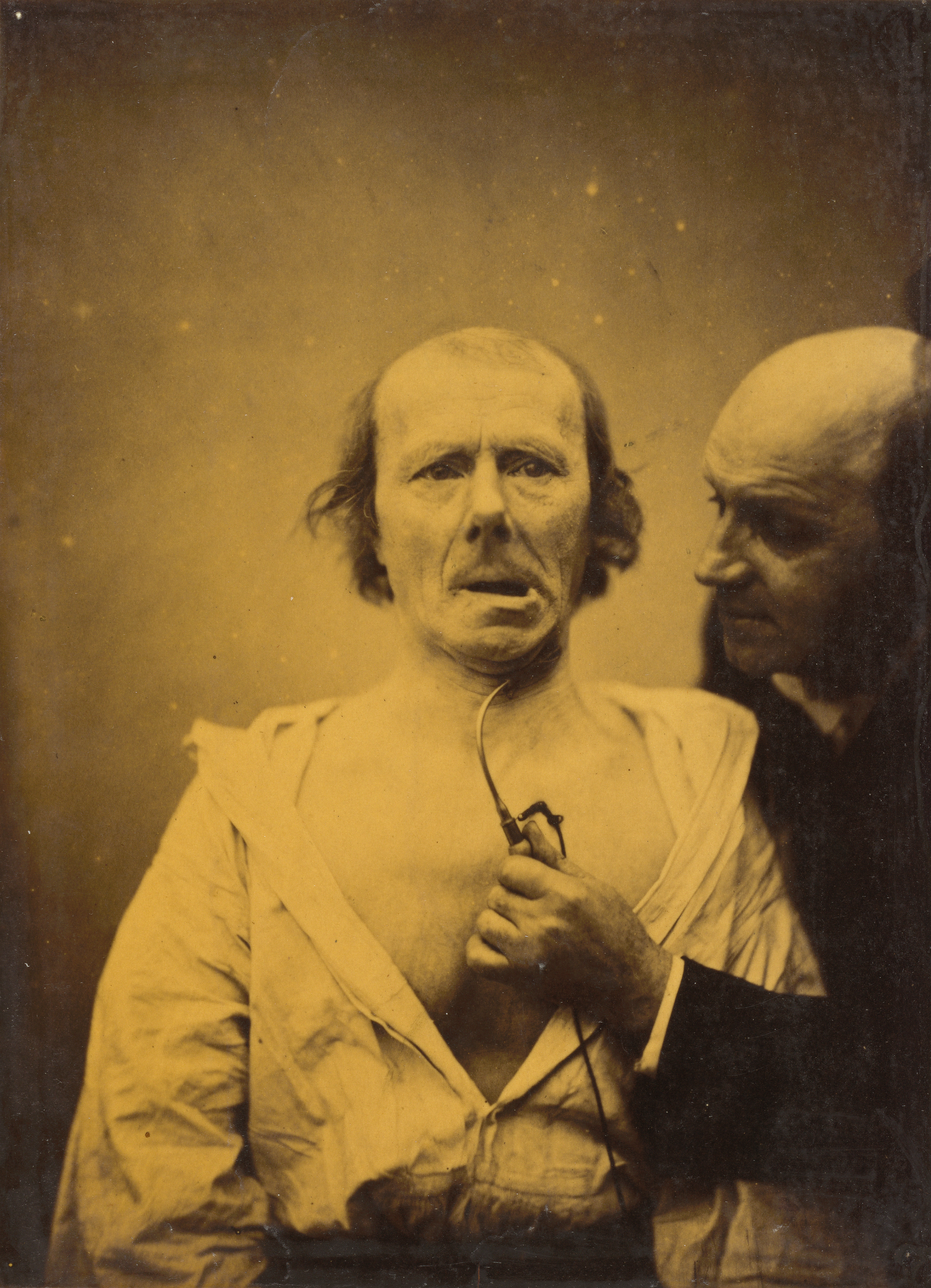
Contraction du muscle platysma

Le muscle platysma soulève et tend la peau du cou. Il abaisse la commissure labiale, et l'étire. il abaisse aussi la peau du menton.

## Aspect clinique

### Traumatisme
Le platysma étant le muscle le plus superficiel du cou, il peut fréquemment être lésé lors d'une plaie touchant cette région. De par son action marginale, et sa largeur, sa lésion en elle-même ne présente pas de problématique, mais il constitue une limite, et on considère qu'une plaie du cou est pénétrante lorsqu'elle dépasse la profondeur du platysma .

### Chirurgie cervicale
En chirurgie cervicale, le muscle platysma est la première couche musculaire rencontrée. Il doit être sectionné et relevé pour pouvoir continuer la dissection . Il constitue un repère important pour ne pas léser le nerf facial et son rameau mandibulaire, qui chemine plus en profondeur. Il doit être suturé lors de la fermeture pour éviter une rétraction cicatricielle disgracieuse.

### Chirurgie esthétique
Avec l'âge, la dégénérescence du muscle platysma va faire apparaitre des bandes bien visibles dans le cou . Ces bandes peuvent même être aggravées après une procédure de lifting facial. Plusieurs interventions de plastysmoplastie  ou de plastysmotomie existent pour remédier à cela.
La graisse du cou se situant en dehors du muscle platysma, il constitue une limite de profondeur lors d'une liposuccion du cou. Tout traumatisme de ce muscle lors de cet acte pourra occasionner un saignement .

### Chirurgie reconstructrice
Le muscle platysma et le tissu myocutané associé peuvent être utilisés pour reconstruire des défects de la tête et du cou. Plusieurs techniques existent, et il peut être prélevé sur une vascularisation supérieure (basée sur l'artère submentonnière) ou sur une vascularisation postérieure (basée sur l'artère occipitale) .

### Livres en français
- Rouvière, Henri, (1875-1952), Anatomie humaine : descriptive, topographique et fonctionnelle. : Tome 1. Tête et cou, Masson, dl 2002 (ISBN 2-294-00392-6 et 978-2-294-00392-9, OCLC 490923968, lire en ligne), p. 177-178
- Kamina, Pierre, Auteur Illustrations / Graphisme., Anatomie clinique. Tome 2 : Tête Cou Dos, Maloine, impr. 2013, cop. 2013 (ISBN 978-2-224-03356-9 et 2-224-03356-7, OCLC 863135739, lire en ligne), p. 193